# Cinetus mermerus
Cinetus mermerus är en stekelart som beskrevs av Nixon 1957. Cinetus mermerus ingår i släktet Cinetus, och familjen hyllhornsteklar. Arten är reproducerande i Sverige.